# Championnat du Bangladesh de football 2021
Navigation
Édition précédente Édition suivante
La saison 2021 du Championnat du Bangladesh de football est la treizième édition de la Bangladesh League, le championnat national professionnel de première division bangladais. Les treize équipes engagées sont regroupées au sein d'une poule unique où elles affrontent deux fois leurs adversaires. En fin de saison, les deux derniers du classement sont relégués.

## Déroulement de la saison
La saison commence le 13 janvier 2021 après 10 mois d'arrêt, la saison précédente ayant été abandonnée à cause de la pandémie de Covid-19. Ce sont les mêmes équipes de la saison 2020 qui prennent part au championnat.
Le champion se qualifie pour la Coupe de l'AFC 2022, le vainqueur de la Coupe du Bangladesh doit passer par les qualifications.
Le 10 janvier 2021, Bashundhara Kings remporte la Coupe nationale, comme il remporte également le championnat le vice-champion prendra sa place dans le tour de qualification.

## Participants
- Abahani Limited Dhaka
- Mohammedan SC Dacca
- Muktijoddha Sangsad KC
- Sheikh Russell KC
- Brothers Union
- Rahmatganj MFS
- Arambagh KS
- Abahani Limited Chittagong
- Saif SC
- Uttar Baridhara Club
- Sheikh Jamal Dhanmondi Club
- Bangladesh Police FC
- Bashundhara Kings

## Compétition

### Classement
Le classement est établi sur le barème de points classique : victoire à 3 points, match nul à 1, défaite à 0.
| Rang | Équipe                      | Pts | J  | G  | N  | P  | Bp | Bc | Diff |
| ---- | --------------------------- | --- | -- | -- | -- | -- | -- | -- | ---- |
| 1    | Bashundhara Kings T C       | 65  | 24 | 21 | 2  | 1  | 60 | 10 | +50  |
| 2    | Sheikh Jamal Dhanmondi Club | 52  | 24 | 15 | 7  | 2  | 53 | 28 | +25  |
| 3    | Abahani Limited Dhaka       | 47  | 24 | 13 | 8  | 3  | 65 | 29 | +36  |
| 4    | Saif SC                     | 44  | 24 | 14 | 12 | 8  | 48 | 37 | +11  |
| 5    | Abahani Limited Chittagong  | 44  | 24 | 13 | 5  | 6  | 38 | 28 | +10  |
| 6    | Mohammedan SC Dacca         | 43  | 24 | 12 | 7  | 5  | 36 | 25 | +11  |
| 7    | Sheikh Russell KC           | 36  | 24 | 11 | 3  | 10 | 36 | 31 | +5   |
| 8    | Rahmatganj MFS              | 25  | 24 | 6  | 7  | 11 | 23 | 31 | -8   |
| 9    | Bangladesh Police FC        | 25  | 24 | 6  | 7  | 11 | 26 | 29 | -3   |
| 10   | Muktijoddha Sangsad KC      | 19  | 24 | 4  | 7  | 13 | 18 | 34 | -16  |
| 11   | Uttar Baridhara Club        | 19  | 24 | 4  | 7  | 13 | 33 | 63 | -30  |
| 12   | Arambagh KS                 | 8   | 24 | 2  | 2  | 20 | 20 | 66 | -46  |
| 13   | Brothers Union              | 7   | 24 | 1  | 4  | 19 | 16 | 51 | -35  |

|  | Qualification pour la Coupe de l'AFC 2022                                                  |
|  | Relégation directe en deuxième division                                                    |
|  | T : Tenant du titre C : Vainqueur de la Coupe du Bangladesh P : Promu de deuxième division |

- Le Bashundhara Kings est le vainqueur de la Coupe du Bangladesh, il est qualifié pour la Coupe de l'AFC 2022, le vice champion est qualifié pour les tours préliminaires.
- Arambagh KS est rétrogradé en troisième division pendant deux ans après son implication dans des paris en ligne et des manipulations de matchs.

## Bilan de la saison
| Championnat du Bangladesh de football 2021 |                              |
| Champion                                   | Bashundhara Kings (2e titre) |
| Coupes et trophées                         |                              |
| Vainqueur de la Coupe du Bangladesh 2021   | Bashundhara Kings            |
| Qualifications continentales               |                              |
| Coupe de l'AFC 2022                        | Bashundhara Kings            |
| Coupe de l'AFC 2022                        | Sheikh Jamal Dhanmondi Club  |
| Promotions et relégations                  |                              |
| Promus en Bangladesh League                | Swadhinata KS                |
| Relégués en Bangladesh Championship League | Arambagh KS                  |
| Relégués en Bangladesh Championship League | Brothers Union Dhaka         |